# Eberhard Kallenbach

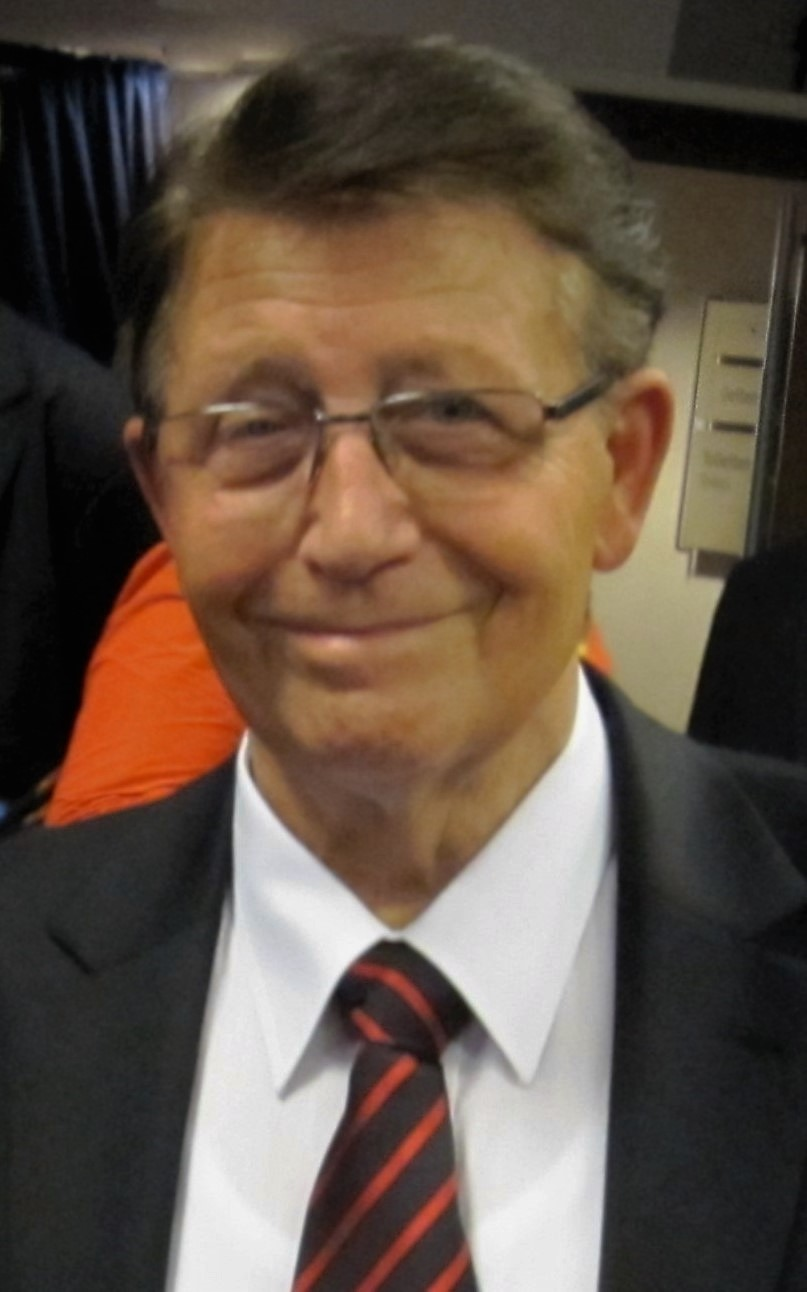
Eberhard Kallenbach

Eberhard Kallenbach (* 16. August 1935 in Meiningen, Thüringen; † 19. Oktober 2016 in Stützerbach bei Ilmenau) war ein deutscher Elektroingenieur,  Professor für Mechatronik, Unternehmer und Funktionär der DDR-Blockpartei NDPD. Er war Abgeordneter der Volkskammer der DDR sowie Stellvertretender Minister in der Regierung Modrow und der Regierung de Maizière.

## Werdegang
Kallenbach, Sohn eines Försters, ist in Meiningen geboren, wuchs aber seit seinem 6. Lebensjahr bei seinen Großeltern in Stützerbach bei Ilmenau auf, nachdem seine Mutter verstorben war, sein Vater zuvor zum Kriegsdienst eingezogen und erst 1953 aus sowjetischer Kriegsgefangenschaft entlassen wurde. Daher besuchte er auch die Volksschulen in Stützerbach und Ilmenau sowie die Goethe-Oberschule Ilmenau.
Nach dem Abitur 1953 ging er an die neu gegründete Hochschule für Elektrotechnik Ilmenau. Er studierte im Grundstudium Elektrotechnik und im Fachstudium am Institut für Allgemeine und Theoretische Elektrotechnik (Direktor seit 1956: Eugen Philippow). Er gehörte damit zur ersten Studentengeneration, die hier ausgebildet wurde. Anfang 1959 erwarb er den akademischen Grad Diplomingenieur in der Fachrichtung Theoretische Elektrotechnik an der Fakultät für Mathematik, Naturwissenschaften und Technische Grundwissenschaften (Dekan 1956–1964: Eugen Philippow).
Sein Berufseinstieg als Wissenschaftlicher Assistent erfolgte an der Hochschule für Elektrotechnik Ilmenau, die 1961 in Technische Hochschule Ilmenau umbenannt wurde. Hier hat er seine Dissertation zur Berechnung von Gleichstrommagneten im Jahr 1963 erfolgreich abgeschlossen.
Von 1964 bis 1971 war er als Entwicklungsleiter und Technischer Direktor im VEB Elektrobauelemente Schleusingen beschäftigt. Dieses seit über 75 Jahren bestehende Unternehmen ist nach seiner Reprivatisierung von 1991 als Kern Technik GmbH & Co. KG auf Magnettechnik spezialisiert und ein Kooperationspartner der TU Ilmenau.

## Hochschullehrer für Mechatronik
Im Jahr 1971 wurde Kallenbach zum Hochschuldozenten (entspricht C3-Professor) für Elektromechanik an der TH Ilmenau und 1979 zum Ordentlichen Professor berufen. Ab 1976 leitete er den Wissenschaftsbereich Informationsgerätetechnik und von 1983 bis 1986 das Technikum Feinmechanik, Optik, Elektronik Suhl der TH Ilmenau und war zugleich Stellv. Sektionsdirektor. Von 1986 bis 1990 war er erneut Leiter des Wissenschaftsbereichs Informationsgerätetechnik der TH Ilmenau.
Nach der Deutschen Wiedervereinigung wurde aus der bisherigen Technischen Hochschule die Technische Universität Ilmenau (TUI) gebildet. Als Fachgebietsleiter für den Bereich Antriebstechnik an der TU Ilmenau gründete er 1992 das Steinbeis-Transferzentrum (STZ) Mechatronik. Von 1993 bis 2008 wirkte er als Universitätsprofessor für Antriebstechnik und Leiter des Lehrstuhls Mechatronik an der TUI, Fakultät für Maschinenbau. Er war zudem von 1997 bis 2000 Dekan dieser Fakultät.  Bis 2002 leitete er das Fachgebiet Mechatronik an der TU Ilmenau, danach trat er in den Ruhestand und übergab die Fachgebietsleitung an Torsten Bertram, blieb jedoch als Leiter der STZ Mechatronik und bei vielen seiner Gremien mehr als weitere 10 Jahre aktiv. Das Fachgebiet Mechatronik wird derzeit von Thomas Sattel geleitet.
Kallenbach sorgte für einen zeitgemäßen Ausbau der Laborpraktika dank eingeworbener Stiftungsgelder und durch Forschungsfördermittel sowie durch Forschungskooperation mit namhaften Industriefirmen. Zusätzlich hat er das neue Fachgebiet „Mechatronik“ bundesweit mitentwickelt, als eigenständiges Lehrfach vertreten und hierzu spezielle Fachbücher mit mehreren Auflagen erstellt.
In Kooperation mit seinen Professorenkollegen sind für die Mikroelektronik / Mikrosystemtechnik / Mechatronik an der Universität Ilmenau Technikumseinrichtungen auf dem Niveau von industrienahen Anlagen entstanden, die ein Alleinstellungsmerkmal gegenüber vergleichbaren Universitäts- und Hochschuleinrichtungen im deutschsprachigen Raum darstellen. Zugleich war er Mitglied der Forschungskommission des Senats der Universität. Aufbauend hierauf hat Kallenbach insgesamt zum Aufbau und zur Profilierung der Studienrichtung Mechatronik im Studiengang Maschinenbau beigetragen.
Die Drittmittelforschungen seit der Wiedervereinigung in seiner Forschungsgruppe in Ilmenau umfassten über 25 Verbundprojekte mit namhaften industriellen Forschungspartnern wie der MAHLE International GmbH in Stuttgart und mehr als 40 Klein- und Mittelunternehmen (KMU) sowie Firmen aus dem Ausland. Die Forschungsschwerpunkte lagen überwiegend im Bereich der industriellen mechatronischen Antriebstechnik auf der prozessnahen Aktuator-Ebene, einschließlich tangierender Problembereiche bis hin zu neuartigen elektronischen Bauelementen wie „ideale Induktivitäten als Faltflexspulen“; dabei stützte er sich mit seinem Team auf interdisziplinäre Wissenschaftskooperationen, u. a. mit dem Steinbeis Transferzentrum Leipzig unter Leitung von Werner Kriesel.
Kallenbach hat zahlreiche Vorträge auf wissenschaftlichen Veranstaltungen gehalten, deren Durchführung er teilweise selbst angeregt und mitorganisiert hat. Seine wissenschaftlichen Publikationen spiegeln zugleich seine Teamarbeit wider und umfassen etwa 200 Arbeiten, davon zahlreiche Bücher mit mehreren Auflagen. Er war an vielen Patenten beteiligt, davon an mehreren Europapatenten. Er hat Gutachten erarbeitet zu etwa 50 Dissertationen und Habilitationen.
Als einer der Pioniere der Magnettechnik sowie der Mechatronik sah er diese Fachgebiete, auf denen Deutschland mit seinen Unternehmen und Forschungspotenzialen weltweit führend ist, keineswegs als abgeschlossen an. Daher arbeitete er weiterhin am wissenschaftlichen Vorlauf für künftige Lösungen im Kontakt mit Industrie- und Forschungspartnern.
Kallenbach war seit 1965 verheiratet, lebte zusammen mit seiner Ehefrau Christa Kallenbach in Stützerbach bei Ilmenau und starb hier im Alter von 81 Jahren. Ihr Sohn Matthias Kallenbach ist promovierter Ingenieur und als Entwicklungsleiter in dem auf Magnettechnik spezialisierten Traditionsunternehmen Kern Technik GmbH & Co. KG in Schleusingen tätig. Eberhard Kallenbach gehörte dem Heimat- und Geschichtsverein Stützerbach e. V. als Mitgründer und langjähriger Vorsitzender an und wurde auf Vorschlag des Vorstandes zum Ehrenvorsitzenden gewählt. Er war zugleich ein leidenschaftlicher Tischtennisspieler, der regelmäßig trainierte und an Turnieren teilnahm sowie mehrere Meistertitel erlangte.

## Tätigkeiten für Forschungstransfer
Die Entwicklung mechatronischer Antriebssysteme am Standort Ilmenau kann auf eine Traditionslinie zurückblicken. Den Grundstein dafür legte 1992 Eberhard Kallenbach, der damalige Fachgebietsleiter für den Bereich Antriebstechnik an der TU Ilmenau, mit der Gründung des Steinbeis Transferzentrum (STZ) Mechatronik. Sein Ziel bestand darin, die Forschungsergebnisse der Universität auf diesem Spezialgebiet in Hochtechnologieprodukte von morgen zu überführen und damit den Innovationsgehalt und die Wettbewerbsfähigkeit der Produkte deutlich zu erhöhen.
- 1992 – Gründung des STZ Mechatronik im Rahmen der Steinbeis-Stiftung Stuttgart

Bereits im Jahr 1992 wurde das Steinbeis Transferzentrum (STZ) Mechatronik durch Eberhard Kallenbach als eines der ersten Transferzentren in den neuen Bundesländern gegründet.
- 2004 – Auszeichnung mit dem Löhn-Preis

Das STZ Mechatronik wurde für die Entwicklung eines Lufttaktventils zur Erhöhung der Motorleistung mit dem Löhn-Preis für besonders herausragende Projekte des Technologie- und Wissenstransfers ausgezeichnet.
- 2005 – Umzug in das Steinbeis-Haus

Auf Initiative von Kallenbach entstand 2005 das neu errichtete „Steinbeis-Haus“ am Rande des Universitätscampus für mehrere Steinbeis-Unternehmen als Ausdruck des Erfolgs vieler Transferprojekte und gleichzeitig als Beitrag für den Technologiestandort Thüringen. Der Unternehmenssitz wurde vom Technologie- und Gründerzentrum (TGZ) Ilmenau in das Steinbeis–Haus verlegt.
- 2008 – Gründung des SIZ Magnetic Engineering

Mit Gründung des Steinbeis Innovationszentrums Magnetic Engineering wurden die Kompetenzen im Bereich der Grundlagenforschung elektromagnetischer Antriebssysteme weiter ausgebaut.
- 2010 – Gründung der Steinbeis Mechatronik GmbH

Die Steinbeis Mechatronik GmbH führte die überaus erfolgreiche Entwicklung der Mechatronik am Standort Ilmenau fort und baute diese mit dem Fokus auf die Realisierung industrieller Projekte weiter aus.
- 2015 Kendrion Mechatronics Center GmbH

Die Steinbeis Mechatronik GmbH wurde zu einem Teil des internationalen Kendrion-Konzerns. Als Prokuristin ist die Diplomingenieurin Claudia Kallenbach tätig. Die Dienstleistungen umfassen angewandte Forschung und Entwicklung, Beratung, Problemlösung und Konzepterarbeitung, Erstellung von Gutachten sowie Schulungen und Seminare. Die inhaltlichen Schwerpunktthemen beziehen sich auf elektromagnetische Systeme, Elektronik und Software, Systemsimulation und Konstruktion sowie Messtechnik für Magnetantriebe.

## Politische Tätigkeiten
Kallenbach wurde 1958 Mitglied des FDGB und 1967 der National-Demokratischen Partei Deutschlands (NDPD). Ab 1971 war er Mitglied des NDPD-Bezirksvorstandes Suhl und ab 1976 Mitglied des Sekretariats des Bezirksvorstandes. Im Februar 1980 wurde er als Nachfolger von Helmut Grunow zum Vorsitzenden des Bezirksausschusses Suhl der Nationalen Front und zum Mitglied des Nationalrates der Nationalen Front gewählt.
Von 1971 bis 1981 war er Nachfolgekandidat und von Juni 1981 bis März 1990 Mitglied der Volkskammer der DDR. Er war von 1971 bis 1981 Mitglied des Jugendausschusses, von 1981 bis 1986 Mitglied und ab 1986 Stellvertreter des Vorsitzenden des Ausschusses für Industrie, Bauwesen und Verkehr der Volkskammer.
Am 17. Dezember 1984 wurde er auf der 8. Tagung des NDPD-Hauptausschusses als Mitglied des Hauptausschusses kooptiert.
Während der Wende und friedlichen Revolution in der DDR war Kallenbach von Januar 1990 bis April 1990 zunächst als Stellvertreter des Ministers für Bildung Hans-Heinz Emons in der Regierung Modrow und im Anschluss als Stellvertretender Minister und Abteilungsleiter beim damaligen DDR-Minister für Bildung und Wissenschaft Hans Joachim Meyer in der ersten frei gewählten Regierung de Maizière für das Hochschulwesen verantwortlich.
Zusammen mit DDR-Minister Hans Joachim Meyer nahm Kallenbach als Mitglied der DDR-Delegation an der konstituierenden Sitzung der Gemeinsamen Bildungskommission der Bundesrepublik Deutschland und der DDR am 16. Mai 1990 in Bonn teil, weitere Sitzungen folgten am 21. Juni 1990 in Berlin und am 26. September 1990 in Bonn.

## Ehrungen (Auswahl)
- Vaterländischer Verdienstorden in Silber
- 1979 Orden Banner der Arbeit Stufe II
- Verdienstmedaille der DDR
- Ehrentitel Verdienter Techniker des Volkes
- 1996 Zuwahl als Mitglied der Sächsischen Akademie der Wissenschaften zu Leipzig, Technikwissenschaftliche Klasse
- Ehrentitel: Professor h. c. (Prof. h. c.)
- Zuwahl als Mitglied der Akademie acatech, Fachgebiet Mechatronik, Themennetzwerke “Produktentwicklung und Produktion”;  “Gesellschaft und Technik”
- 2004 Löhn-Preis der Steinbeis-Stiftung für ein Transferprojekt seines Steinbeis-Transferzentrums Mechatronik in Ilmenau mit der MAHLE International GmbH in Stuttgart
- 2008 Löhn-Preis als Sonderpreis für Gründung und Leitung des Steinbeis-Transferzentrum Mechatronik an der TU Ilmenau, eines der ersten in den neuen Bundesländern, seit 1992 äußerst erfolgreich im Technologietransfer von der Universität in die Wirtschaft auf den Themenfeldern Elektrische Antriebselemente (Aktoren), elektromechanische Spezialantriebe und Elektroniktechnologie sowie Magnettechnik.

## Veröffentlichungen (Auswahl)
- Eine Theorie zur Berechnung von Gleichstrommagneten mit optimalem Kupfer-Eisen-Verhältnis und optimaler Ausnutzung der Magnetarbeit – Unter besonderer Berücksichtigung von Magneten mit veränderter Hubkraftkennlinie. Dissertation, Hochschule für Elektrotechnik Ilmenau, Fakultät für Mathematik, Naturwissenschaften und technische Grundwissenschaften, Ilmenau 1963.
- Der Gleichstrommagnet. Akademische Verlagsgesellschaft Geest und Portig, Leipzig 1969.
- Untersuchungen zur systematischen Projektierung nichtlinearer gleichstromerregter elektro-magneto-mechanischer Antriebselemente mit translatorischer Ankerbewegung. Habilitation (Dissertation B), Technische Hochschule Ilmenau, Fakultät für Technische Wissenschaften, Ilmenau 1979.
- Eberhard Kallenbach; Gerhard Bögelsack (Hrsg.): Gerätetechnische Antriebe. Verlag Technik, Berlin 1991, ISBN 978-3-341-00794-5; Hanser Verlag, München; Wien 1991, ISBN 978-3-446-15872-6.
- Elektromagnete – Grundlagen, Berechnung, Entwurf und Anwendung (mit CD-ROM). Teubner Verlag, Stuttgart; Leipzig; Wiesbaden 1994, ISBN 978-3-519-06163-2; 2. Auflage 2003, ISBN 978-3-519-16163-9; 3. Auflage 2008, ISBN 978-3-8351-0138-8; 4. Auflage 2012, ISBN 978-3-8348-0968-1 (mit Rüdiger Eick; Peer Quendt; Tom Ströhla; Karsten Feindt; Matthias Kallenbach).
- Theoretische Elektrotechnik. Bd. 3.: Analyse und Synthese elektrotechnischer Systeme. Wissenschafts-Verlag Thüringen, Langewiesen 1997, ISBN 978-3-00-002167-1 (mit Tom Ströhla).
- Eberhard Kallenbach u. a. (Hrsg.): System integration – proceedings. 6th Polish German Mechatronic Workshop 2007. Warsaw University of Technology; Technische Universität Ilmenau. Wissenschafts-Verlag Thüringen, Langewiesen 2008, ISBN 978-3-936404-19-7.
- Eberhard Kallenbach; Klaus Janschek (Gutachter); Tom Ströhla (Betreuer): Sören Rosenbaum: Entwurf elektromagnetischer Aktoren unter Berücksichtigung von Hysterese. Dissertation, Universitätsbibliothek, Ilmenau 2011.
- Eberhard Kallenbach; Christian Redemann (Gutachter); Tom Ströhla (Betreuer): Oliver Radler: Ein Beitrag zur Messung statischer und dynamischer Eigenschaften von elektro-magneto-mechanischen Energiewandlern und deren Komponenten. Dissertation, Universitätsbibliothek, Ilmenau 2011.